# Paul Lynde
Pour les articles homonymes, voir Lynde (homonymie).
Paul Lynde est un acteur et scénariste américain né le 13 juin 1926 à Mount Vernon, Ohio (États-Unis), mort le 10 janvier 1982 à Beverly Hills (Los Angeles).

## Biographie
Né dans l'Ohio, Paul Lynde étudie l'art dramatique à l'université de Chicago. En 1948, il va à New York où il commence à faire des stand-up. Il fait ses débuts à Broadway dans la revue New Faces of 1952. Il fait ensuite des apparitions dans de nombreuses séries télévisées ainsi que dans des shows de variété comme ceux de Perry Como et Dean Martin. De 1965 à 1971 il tient le rôle hilarant de l'oncle Arthur dans la série Ma sorcière bien-aimée. Le plus étonnant à ce sujet est l'impression généralement perçue, selon laquelle il était un intervenant régulier de la série (qui dura de 1964 à 1972), alors qu'il n'apparut que dans 11 épisodes. 
Il fait également de nombreuses voix, notamment dans les dessins animés produits par Hanna-Barbera. En 1972, il crée son propre show : The Paul Lynde Show sur ABC, mais il ne dure qu'une année. Toutefois, en parallèle, dès 1966, et de façon prépondérante à partir de 1968, Lynde est la réelle vedette du jeu Hollywood Squares (bien que ce jeu-questionnaire ait un animateur en la personne de Peter Marshall) jusqu’en 1979, et après une pause de quelques mois, de 1980 à 1981. 
En 1978, Lynde est arrêté devant un bar gay à Salt Lake City, ce qui lui coûte sa participation au Donny and Marie Show. Il lui devient plus difficile de trouver des rôles, sans que l'on sache si c'est à cause de son homosexualité ou bien parce qu'il était alcoolique.
Il est trouvé mort dans sa maison de Beverly Hills le 11 janvier 1982 par un ami, Paul Barresi. Sa mort prématurée est liée aux problèmes d'alcool et de drogues qui l'ont poursuivi toute sa vie.

## Filmographie

### comme acteur

#### Cinéma
- 1954 : New Faces
- 1963 : Après lui, le déluge (Son of Flubber) de Robert Stevenson : Sportscaster
- 1963 : Bye Bye Birdie : Harry McAfee
- 1963 : Oui ou non avant le mariage ? (Under the Yum Yum Tree) de David Swift : Murphy
- 1964 : For Those Who Think Young (en) : Uncle Sid
- 1964 : Ne m'envoyez pas de fleurs (Send Me No Flowers) : Mr. Akins
- 1965 : Beach Blanket Bingo : Bullets
- 1966 : La Blonde défie le FBI (The Glass Bottom Boat) : Homer Cripps
- 1966 : The Pruitts of Southampton (en) ("The Pruitts of Southampton") (série télévisée) : Harvey (unknown episodes, 1967)
- 1968 : Silent Treatment
- 1968 : How Sweet It Is! : The Purser
- 1973 : Le Petit Monde de Charlotte (Charlotte's Web) : Templeton (voix)
- 1974 : Journey Back to Oz de Hal Sutherland : Pumpkinhead (voix)
- 1975 : Hugó a víziló : Aban-Khan (voix)
- 1978 : Rabbit Test : Dr. Roger Vidal, M.D.
- 1979 : The Villain : Nervous Elk

#### Télévision
- 1952 : The Red Buttons Show (série télévisée) : Regular performer (1955)
- 1956 : Stanley (série télévisée) : Horace Fenton (1956-1957)
- 1965 : Ma sorcière bien-aimée (série télévisée) : Oncle Arthur
- 1969 : Cattanooga Cats (série télévisée) : Mildew Wolf (voix)
- 1969 : Pattaclop Pénélope (The Perils of Penelope Pitstop) (série télévisée) : Sylvester Sneekly / The Hooded Claw (voix)
- 1969 : Gidget Grows Up (TV) : Louis B. Latimer
- 1970 : Where's Huddles? (série télévisée) : Claude Pertwee (voix)
- 1972 : Gidget Gets Married (en) (TV) d'E. W. Swackhamer : Louis B. Latimer
- 1972 : The Paul Lynde Show (série télévisée) : Paul Simms (unknown episodes)
- 1972 : Temperatures Rising (série télévisée) : Dr. Paul Mercy (unknown episodes, 1973-1974)

### comme scénariste
- 1954 : New Faces of 1952